# 100 vagy annál több emelettel rendelkező épületek listája
100 vagy annál több emelettel rendelkező épületek listája.

## Elkészült épületek
Ez a lista tartalmazza a befejezett épületeket és olyanokat amelyek elérték a magasságukat, de még nem készültek el.
| Épület                                 | Város        | Ország                  | Emelet | Állapot      | Épült | Magasság            | Tető magassága      |
| -------------------------------------- | ------------ | ----------------------- | ------ | ------------ | ----- | ------------------- | ------------------- |
| Burdzs Kalifa                          | Dubaj        | Egyesült Arab Emírségek | 163    | Befejezve    | 2010  | 828 m (2717 láb)    | 636 m (2085 láb)    |
| Abrádzs al-Bajt                        | Mekka        | Szaúd-Arábia            | 120    | Befejezve    | 2011  | 601 m (1972 láb)    | 560 m (2085 láb)    |
| Merdeka 118                            | Kuala Lumpur | Malajzia                | 118    | Befejezve    | 2023  | 680,5 m (2,233 láb) | 502,8 m (1,650 láb) |
| Nemzetközi Kereskedelmi Központ        | Hongkong     | Hongkong                | 108    | Befejezve    | 2010  | 484 m (1588 láb)    | 484 m (1588 láb)    |
| Willis Tower                           | Chicago      | Egyesült Államok        | 108    | Befejezve    | 1974  | 442 m (1450 láb)    | 442 m (1450 láb)    |
| Rjugjong Hotel                         | Phenjan      | Észak-Korea             | 105    | Építés alatt | 2012  | 330 m (1080 láb)    | 330 m (1080 láb)    |
| 1 World Trade Center                   | New York     | Egyesült Államok        | 104    | Befejezve    | 2014  | 541,3 m (1776 láb)  | 417 m (1,368 láb)   |
| Guangzhou International Finance Center | Kanton       | Kína                    | 103    | Befejezve    | 2010  | 440 m (1440 láb)    | 438 m (1437 láb)    |
| Empire State Building                  | New York     | Egyesült Államok        | 102    | Befejezve    | 1931  | 381 m (1250 láb)    | 381 m (1250 láb)    |
| Shanghai World Financial Center        | Sanghaj      | Kína                    | 101    | Befejezve    | 2008  | 492 m (1614 láb)    | 492 m (1614 láb)    |
| Taipei 101                             | Tajpej       | Tajvan                  | 101    | Befejezve    | 2004  | 509 m (1670 láb)    | 449 m (1473 láb)    |
| John Hancock Center                    | Chicago      | Egyesült Államok        | 100    | Befejezve    | 1969  | 344 m (1129 láb)    | 344 m (1129 láb)    |
| Kingkey 100                            | Sencsen      | Kína                    | 100    | Befejezve    | 2011  | 441,8 m (1449 láb)  | 441,8 m (1449 láb)  |

## Építés alatt álló épületek
Ez a lista tartalmazza az építés alatt álló épületeket amelyek 100 vagy annál több emelettel fognak rendelkezni. Nem tartalmazza viszont a tervezett és jóváhagyott épületeket.
| Épület                              | Város    | Ország                  | Befejezett emelet | Emelet | Tervezett befejezés | Magasság              | Megjegyzés           |
| ----------------------------------- | -------- | ----------------------- | ----------------- | ------ | ------------------- | --------------------- | -------------------- |
| India Tower                         | Mumbai   | India                   | 0                 | 125    | 2016                | 720 m (2360 láb)      |                      |
| Pingan International Finance Center | Sencsen  | Kína                    | 0                 | 115    | 2015                | 648 m (2126 láb)      |                      |
| Shanghai Tower                      | Sanghaj  | Kína                    | 31                | 128    | 2014                | 632 m (2073 láb)      |                      |
| Goldin Finance 117                  | Tiencsin | Kína                    | 0                 | 117    | 2014                | 597 m (1959 láb)      | Építés felfüggesztve |
| Lotte World Premium Tower           | Szöul    | Dél-Korea               | 0                 | 123    | 2015                | 555.65 m (1823.0 láb) |                      |
| Doha Convention Center Tower        | Doha     | Katar                   | 0                 | 112    |                     | 551 m (1,808 láb)     | Építés felfüggesztve |
| Chow Tai Fook Centre                | Kanton   | Kína                    | 0                 | 116    | 2016                | 530 m (1,740 láb)     |                      |
| Pentominium                         | Dubaj    | Egyesült Arab Emírségek | 28                | 122    | 2013                | 516 m (1,693 láb)     |                      |
| Pusan Lotte World Tower             | Puszan   | Dél-Korea               | 0                 | 110    | 2016                | 510.2 m (1,674 láb)   | Építése folytatódik  |
| Burj Al Alam                        | Dubaj    | Egyesült Arab Emírségek | 0                 | 108    | 2012                | 510 m (1,670 láb)     | Építés felfüggesztve |
| Al Quds Endowment Tower             | Doha     | Katar                   | 0                 | 101    | 2014                | 500 m (1,600 láb)     | Építés felfüggesztve |
| Marina 106                          | Dubaj    | Egyesült Arab Emírségek | 0                 | 107    |                     | 425 m (1,394 láb)     | Építés felfüggesztve |
| Princess Tower                      | Dubaj    | Egyesült Arab Emírségek | 101               | 101    | 2011                | 414 m (1,358 láb)     |                      |
| Marina 101                          | Dubaj    | Egyesült Arab Emírségek | 101               | 101    | 2012                | 412 m (1,352 láb)     |                      |

## Megsemmisült/lebontott épületek
Ez a lista két olyan épületet tartalmaz amelyek 100 emeletnél többel rendelkeztek, de már nem léteznek.
| Épület                                | Város    | Ország           | Emelet | Befejezés éve | Megsemmisülés éve | Megsemmisülés oka | Magasság          |
| ------------------------------------- | -------- | ---------------- | ------ | ------------- | ----------------- | ----------------- | ----------------- |
| Világkereskedelmi Központ 1-es torony | New York | Egyesült Államok | 110    | 1972          | 2001              | Terrortámadás     | 417 m (1,368 láb) |
| Világkereskedelmi Központ 2-es torony | New York | Egyesült Államok | 110    | 1973          | 2001              | Terrortámadás     | 415 m (1362 láb)  |

## Idővonal
A 100 vagy több emelettel rendelkező épületek idővonala.
| Mettől | Meddig | Épület                           | Város    | Ország                  | Emelet | Épült |
| ------ | ------ | -------------------------------- | -------- | ----------------------- | ------ | ----- |
| 1931   | 1971   | Empire State Building            | New York | Egyesült Államok        | 102    | 1931  |
| 1971   | 2001   | Világkereskedelmi Központ        | New York | Egyesült Államok        | 110    | 1971  |
| 2001   | 2009   | Sears Tower (2009– Willis Tower) | Chicago  | Egyesült Államok        | 108    | 1974  |
| 2009   | –      | Burdzs Kalifa                    | Dubaj    | Egyesült Arab Emírségek | 163    | 2009  |